# Gladys Castelvecchi
Gladys Castelvecchi, née à Rocha le 26 novembre 1922 et morte à Montevideo le 28 mai 2008, était une femme de lettres et poétesse uruguayenne.

## Biographie
Née à Rocha, en Uruguay. Elle a épousé l'écrivain uruguayen Mario Arregui (1917-1985) en 1947.
Elle a vécu à Trinidad et à Montevideo.

## Œuvres
- No más cierto que el sueño (1965)
- Fe de Remo (1983)
- Ejercicio de castellano (1984)
- Calendarios (1985)
- Animal variable (1987)
- Claroscuro (1992)
- Mujeres - Las mejores poetas uruguayas del siglo XX (1993, anthologie)
- Por costumbre (1994)